# 케사이 노트
케사이 노트(일본어: ケーサイ・ノート, Kessai H. Note, 1950년 8월 7일 - )는 마셜 제도의 제3대 대통령으로 닛케이 3세 출신이다. 2000년 1월 10일에 대통령으로 취임하고, 2004년 1월에 의회에서 20표를 얻어 재선에 성공했다. 2008년 1월 7일에 마셜 제도의 첫 3선 대통령에 도전했지만, 국회의원 간접선거 방식으로 치러진 선거에서 15표에 그쳐 18표를 얻은 리토콰 토메잉에게 밀려 낙선하였다.현재 소속 정당은 연합민주당(United Democratic Party)이다.